# Скворцов Анатолій Олександрович
Анатолій Олександрович Скворцов (нар. 24 листопада 1976) — український та російський футболіст, захисник та півзахисник. Головний тренер фейкового клубу «ТСК-Таврія».

## Кар'єра гравця
Розпочав займатися футболом у Севастополі, а потім — у дніпропетровському спортінтернаті.
Після закінчення спортінтернату запрошений у білоруський клуб «Славія» (Мозир), який виступав у Першій лізі. Там провів півтора сезони.
З 1995 року виступав у Другій лізі чемпіонату України за «Чайку» з Севастополя. Першу половину сезону 1997/98 років провів у сімферопольській «Таврії». Зіграв 1 матч у Вищій лізі, 9 липня 1997 року проти тернопільської «Ниви» (1:0), вийшовши на 81 хвилині замість Ігоря Оберемченка. Також у «Таврії» провів другу частину сезону 1998/99 років.
У 2000 році потрапив у «Спартак-Нальчик». Разом з командою в 2005 році вийшов у Прем'єр-лігу, тоді команда зайняла 2 місце поступившись лише «Промінь-Енергії». У Прем'єр-лізі дебютував 18 березня 2006 року в матчі проти московського ЦСКА (0:1). У січні 2007 року перейшов в ярославський «Шинник», на запрошення Сергія Юрана. По ходу сезону у Скворцова виник конфлікт з тренером і він втратив місце в основі. У серпні 2007 року був відданий в оренду владивостоцькій «Промінь-Енергії». У березні 2008 року побував на перегляді в «Салют-Енергії». Взимку 2008 року перебрався в «Чорноморець» з Новоросійська. У команді став основним гравцем, зіграв у Першому дивізіоні 32 матчі й відзначився 1 голом.
Взимку 2009 року перейшов у «Севастополь», який виступав у Першій лізі України. Восени 2009 року завершив кар'єру гравця.

## Кар'єра тренера
Восени 2009 року був призначений тренером ПФК «Севастополь-2», а потім помічником головного тренера першої команди.
Після окупації Криму Росією швидко отримав російське громадянство. Пізніше став старшим тренером команди СКЧФ-2. 23 липня 2015 року був призначений тренером феодосійської «Кафи» (клубу сформованого зі зрадників України на базі феодосійського «Моря»), яка виступає в Прем'єр-лізі Кримського Футбольного Союзу. У вересні 2017 року подав у відставку. У січні 2018 року був призначений головним тренером фейкового клубу «ТСК-Таврія».

## Досягнення
- Перший дивізіон Росії
  -  Срібний призер (1): 2005